# Woodnewton
Woodnewton est une paroisse civile et un village du Northamptonshire, en Angleterre.

## Personnalités liées au village
- Dennis Malcolm Reader (1927-1995) est un auteur de bande dessinée britannique, y est mort.